# Quanataguo
Quanataguo, pleme američkih Indijanaca za koje se smatra da bi mogli biti identični plemenu Anathaqua, odnosno da je taj naziv samo njegova varijanta. Anathaqua se spominju među 25 imena plemena iz istočnog i jugoistočnog Teksasa, krajevi koji su pripadali plemenima porodice Caddoan. Oba ova imena nadalje se povezuju s plemenskim imenom Quiutcanuaha, koje 1691. živi jugoistočno od plemena Hasinai u Teksasu. Dokazi o o sva tri plemenska identiteta su izgubljeni, i više se ne mogu dokazati. 
Swanton na temelju veoma klimavih razloga Quanataguo Indijance klasificira među plemena Coahuiltecan.